# Panama
Pour les articles homonymes, voir Panama (homonymie).
République du Panama
(es) República de Panamá
Le Panama, en forme longue la république du Panama (en espagnol : Panamá et República de Panamá), est un pays de 75 420 km2 appartenant géographiquement à l'Amérique latine.
Par sa situation particulière sur l'isthme de Panama, il occupe une position transcontinentale effectuant la jonction entre l'Amérique centrale et l'Amérique du Sud. À l'ouest, le Panama est limitrophe du Costa Rica tandis qu'à l'est, il partage la frontière avec la Colombie, dont il faisait autrefois partie dans l'ancienne Grande Colombie. Le pays compte 4 404 108 habitants en 2024, ce qui en fait le deuxième pays le moins peuplé de l'Amérique centrale devançant seulement le petit pays du Belize. Le canal du même nom, canal de Panama, appartenant autrefois aux États-Unis d'Amérique, est aujourd'hui une source majeure de financement pour l'État panaméen. Une des spécificités du pays sur le plan politique est qu'il ait renoncé à avoir une armée puissante au profit de la protection de son environnement ; c'est aussi le pays dont la plus grande proportion est couverte par des parcs nationaux.
Le nom de « Panama » viendrait d'un terme amérindien qui signifie « poissonneux ».

## Histoire

### Époque espagnole
Christophe Colomb touche les côtes panaméennes pendant son quatrième voyage, au cours duquel il longe les côtes du Honduras jusqu'à l'isthme de Panama. Le 24 février 1503[réf. nécessaire], Colomb fonde l'un des premiers établissements espagnols en territoire continental, Santa María de Belén, laissant la charge de cette dernière à son frère Bartolomé tandis qu'il repart pour l'Espagne demander du renfort pour poursuivre la colonisation. Les conquistadors espagnols entrent par la suite en conflit avec les autochtones, et à la suite de plusieurs attaques victorieuses des autochtones, Santa María de Belen est abandonnée par ses habitants qui s'embarquent pour l'Espagne.
Dès le début du XVIe siècle, l’isthme fut colonisé par l’empire espagnol qui y ouvrit de grandes routes marchandes pour l'or et l'argent du Pérou. Le territoire prend le nom de Castille d'Or. Par conséquent, cet emplacement était très bien gardé et fortifié contre les possibles attaques des flibustiers, pirates et autres menaces d'envergure. À cause de la cruauté avec laquelle ils étaient traités, des esclaves s’enfuyaient et se cachaient dans les forêts, ils recevaient le nom de Cimarrons. Ces derniers menèrent plusieurs attaques contre les autorités coloniales. En 1548, se produit une fuite massive d'esclaves noirs qui s’organisent en royaume avec, à leur tête, Bayano Ier.
L'Espagne et l'Angleterre n'entretenaient pas de bonnes relations, puisque l'Espagne possédait une majeure partie du Nouveau Monde et que les empires européens comme l'Angleterre convoitaient certains de ces territoires. Les deux empires établirent donc un traité afin de réduire considérablement les hostilités dans leurs colonies du Nouveau Monde : le traité de Madrid (1670) ou traité de Godolphin. L'année suivante, en dépit de ce traité, des pirates sous le commandement d'Henry Morgan mirent à sac la ville de Panama. Malgré les fortifications de la ville et des défenseurs plus nombreux que les troupes pirates, l’équipage s’empara de la ville et la pilla. Le butin de Morgan se serait élevé à plus de 120 000 euros. La mise à feu et à sang de la ville par les flibustiers obligea les Espagnols et les survivants de Panamá Viejo à s’établir quelques kilomètres plus loin. À la fin de la prise de Panama, Henry Morgan abandonne son équipage en emportant l'essentiel du butin.

### Période colombienne: 1821-1902
Par les Guerres d'indépendance hispano-américaines (1810-1825), la Colombie, intégrée dans la vice-royauté du Pérou (1542-1824), puis rattachée à celle de Nouvelle-Grenade, se sépare de l'Espagne. La région fait partie de la Grande Colombie en 1821-1831.
Le traité Mallarino-Bidlack, signé en 1846 entre les gouvernements colombien et américain, autorise l’intervention militaire des « marines » dans l’isthme de Panama afin de réprimer les révoltes sociales. Quatorze interventions militaires américaines auront lieu entre 1850 et 1902.
L'État souverain du Panama (1855-1886) redevient Département de Panama (1886-1903), à quoi met fin la guerre des Mille Jours (1899-1902).
En 1882 commencent les travaux du futur canal de Panama, grâce à des fonds et des ingénieurs français (sur le modèle du canal de Suez) qui ne sera achevé qu'en 1914. En 1889, une série de faillites déclenche le scandale de Panama, qui débouche sur la vente du canal, encore en travaux, aux États-Unis. Cette vente, stratégique pour le commerce mondial, est ratifiée par Theodore Roosevelt en 1902, malgré l'opposition de la Colombie, dont le Panama est à l'époque une région.

### Indépendance en 1903: république du Panama
Alors que la Colombie est plongée dans la guerre civile, des indépendantistes soutenus par les États-Unis déclarent l'indépendance du Panama de la Colombie le 3 novembre 1903. Les navires de guerre américains ancrés à l’abord des côtes interdisent toute intervention de l’armée colombienne. Le 18 novembre 1903, à New York, est signé le traité Hay-Bunau-Varilla, faisant du Panama un protectorat américain.
Les États-Unis reçoivent une frange de 10 milles (16,1 km) de large des deux côtés du futur canal, pour sa construction et son exploitation à perpétuité. La souveraineté dans la zone du canal leur revient, le Panama étant « exclu de l'exercice de tels droits souverains, pouvoir ou autorité ». On leur concède aussi un droit d’ingérence permanent dans les affaires intérieures panaméennes, et la possibilité d'intervenir militairement en cas d’atteinte à l'ordre public. Cette clause prend force de loi lorsqu'on l'inclut dans la Constitution, promulguée le 20 février 1904, et rédigée avec la participation du consul américain William I. Buchanan. Le canal de Panama (dont la construction fut commencée en 1881 sous l'impulsion de Ferdinand de Lesseps mais abandonnée en 1888, après la mort de 20 000 ouvriers), est inauguré en 1914. En France, cette construction donna lieu à un scandale politico-financier. De nombreux troubles sociaux et politiques agitèrent cette république qui connut des régimes plus ou moins autoritaires. De nombreux Français (Guadeloupe et Martinique) ont participé à la construction du canal de Panama. Ils ont pris souche dans le pays[réf. souhaitée].
Jusqu'en 1999, les États-Unis possèdent des bases militaires à proximité du canal. Ces bases servent à lancer des opérations extérieures contre des gouvernements de gauche en Amérique latine au cours de la guerre froide et à réprimer les mouvements de protestation sociale dans le pays.

### Omar Torrijos: 1968-1981
Le général Omar Torrijos, au pouvoir en 1968, se lance dans un combat contre les États-Unis pour obtenir la souveraineté du Panama. En 1973, devant l'absence de progrès dans les négociations avec Washington, il tente de faire intervenir l'Organisation des Nations unies (ONU) : « Nous n'avons jamais été, ne sommes pas et ne serons jamais un État associé, une colonie ou un protectorat, et nous n'entendons pas ajouter une étoile au drapeau des États-Unis. » Mis en minorité, Washington appose son véto à la résolution adoptée. Finalement, en 1977, Torrijos réussit à renégocier l’accord sur la zone du canal (traités Torrijos-Carter).
En dehors du canal, Torrijos met en œuvre une politique sociale, avec l'inauguration d'écoles et la création d'emplois, la redistribution des terres agricoles (qui fut la mesure la plus populaire de son gouvernement). Les réformes furent accompagnées d'un important programme de travaux publics. Il affronte par ailleurs les multinationales nord-américaines, exigeant d'elles des hausses de salaires pour les travailleurs et redistribue 180 000 hectares de terres non cultivées. En février 1974, sur le modèle de l'Organisation des pays exportateurs de pétrole (OPEP) pour le pétrole, il tente de constituer l'Union des pays exportateurs de bananes avec les autres États d’Amérique centrale pour répondre à l'influence de ces multinationales, mais n'obtient pas leur soutien. Sa politique favorise l'émergence d'une classe moyenne et la représentation des communautés indigènes.

### Manuel Noriega: 1981-1989
À sa mort en 1981, le général Manuel Noriega, commandant la garde nationale (qui fut à une période rémunéré par la CIA), s’est mis, dans les faits, à contrôler le pouvoir. En juillet 1987, les États-Unis ont tenté d’obtenir l’extradition de Noriega, pour trafic de drogue, puis ont soumis le pays à des sanctions économiques.
Noriega, en dépit d'une opposition civile majoritaire, s'est maintenu au pouvoir jusqu'à l’opération Just Cause lancée en décembre 1989 par l’armée américaine pour le capturer. Il est ensuite remplacé par Guillermo Endara, son concurrent à l'élection présidentielle de 1989, que Noriega avait annulée.
La Commission pour la défense des droits de l'homme en Amérique centrale (CODEHUCA) a estimé entre 2 500 et 3 000 le nombre de civils tués par l’armée américaine et la Commission pour la défense des droits de l'homme au Panama (CONADEHUPA) a estimé à 3 500 le nombre de morts parmi les civils au cours de l'invasion du Panama.
Human Rights Watch a estimé beaucoup moins à 300 morts civils lors de l'invasion, tandis que les Nations unies ont estimé à 500 morts civils,. Les chiffres estimant des milliers de victimes civiles ont été largement rejetés au Panama. Human Rights Watch a décrit la réaction de la population civile panaméenne à l'invasion comme "généralement sympathique".

### Période récente
Suspecté de corruption et confronté à une détérioration de la situation économique, le président Guillermo Endara Galimany, au pouvoir en 1989, devient très impopulaire, ce qui conduit à des manifestations en mai et juin 1991 et à une grève des enseignants en octobre 1993.
Les ex-partis noriéguistes remportent les élections législatives partielles de 1991. Ernesto Pérez-Balladares, candidat du Parti révolutionnaire démocratique (qui avait soutenu le régime de Manuel Noriega) est élu président en 1994. Cette même année, deux des principaux dirigeants de la junte haïtienne, Raoul Cédras et Philippe Biamby, se réfugient au Panama.
En 1999, Mireya Moscoso, la veuve de l'ancien président Arnulfo Arias, est élue à la présidence. Son gouvernement est toutefois rapidement discrédité par les affaires.
La Zone du canal de Panama fut rendue au Panama le 31 décembre 1999, à la suite des traités Torrijos-Carter. Depuis le 22 octobre 2006, les Panaméens ont décidé d’agrandir le canal, pour faire face à la hausse du trafic et rester compétitifs sur le transbordement.
Dans les années 2000, le pays s'est trouvé impliqué dans le conflit armé colombien. La présidente Mireya Moscoso a remis en cause la tradition de neutralité de son pays face à ce conflit en intensifiant sa coopération avec les autorités colombiennes, notamment dans le cadre du Plan Colombie impulsé par le gouvernement américain. Cette politique a conduit des organisations de défense des droits de l'homme et le Haut Commissariat des Nations unies pour les réfugiés à dénoncer les déportations, souvent violentes, de réfugiés colombiens vers la Colombie. Les autorités colombiennes les réinstallent régulièrement dans des zones dominées par les paramilitaires d’extrême droite, sans se préoccuper de leur sécurité.
La publication des Panama Papers en 2016 et des Pandora Papers en 2021 permet de tracer quelques circuits de blanchiment d'argent.

## Politique et administration
Le Panama est une république présidentielle. Le vote est accordé à tous les citoyens de plus de dix-huit ans. Il n’est pas obligatoire de voter.
Le Président de la République, les membres du parlement ainsi que les vice-présidents sont élus par le suffrage universel direct pour une durée de cinq ans.
Les membres du gouvernement sont nommés par le Président. Le parlement est monocaméral, seulement composé d'une Assemblée nationale.
Pour ce qui est de l'autorité judiciaire, dix juges composent la Cour suprême de Justice pour une période, cette fois, de dix ans. Le pouvoir législatif n’est exercé que par une seule chambre, renouvelée tous les cinq ans. Elle compte 72 sièges. Le pays est divisé en dix provinces, trois territoires indigènes et 74 municipalités.
Le pays ne possède pas d’armée, la Force de défense panaméenne ayant été démantelée après l’invasion américaine en décembre 1989 et remplacée par une Force publique auxquelles sont attribuées les tâches militaires et de police. Les accords entre le Panama et les États-Unis reconnaissent à ces derniers le droit d’intervenir unilatéralement si la neutralité ou la sécurité du canal sont en danger.

## Provinces, districts et municipalités

### Provinces

Carte montrant les dix provinces et les 4 comarcas indígenas (régions indigènes).

Le Panama est divisé en dix provinces, la dernière créée étant Panama Ouest en janvier 2014, et six territoires indigènes autonomes (comarques, en espagnol comarcas indígenas).
Les dix provinces sont : Bocas del Toro, Coclé, Colón, Chiriquí, Darién, Herrera, Los Santos, Panama, Veraguas et Panama Ouest.
Les six comarques sont : Naso Tjër Di, Ngöbe-Buglé, Guna Yala  (qui inclut les îles San Blas), la kuna de Madugandi, la kuna de Wargandi et Emberá-Wounaan. Ils constituent à eux six une province supplémentaire.

### Districts et municipalités
Chaque province est divisée en plusieurs districts et chaque district est divisé en plusieurs municipalités (corregimientos).
Les deux territoires supplémentaires de Kuna de Madugandí et de Kuna de Wargandí, respectivement situés dans les Provinces du Panama et de Darién, n'ont que le statut de municipalités.

## Climat
Le climat du Panama peut être défini comme tropical. Les températures nocturnes sont comprises entre 21 °C et 25 °C, contre 28 °C à 34 °C en journée. L'humidité reste comprise entre 50 % et 90 %. Les reliefs de la côte caribéenne sont, en moyenne, plus exposés aux précipitations que ceux de la côte pacifique. Les pluies abondantes (1 100-3 600 mm par an) et l'humidité toujours élevée, participent au développement d'une flore luxuriante sur l'ensemble du territoire panaméen.

## Géographie

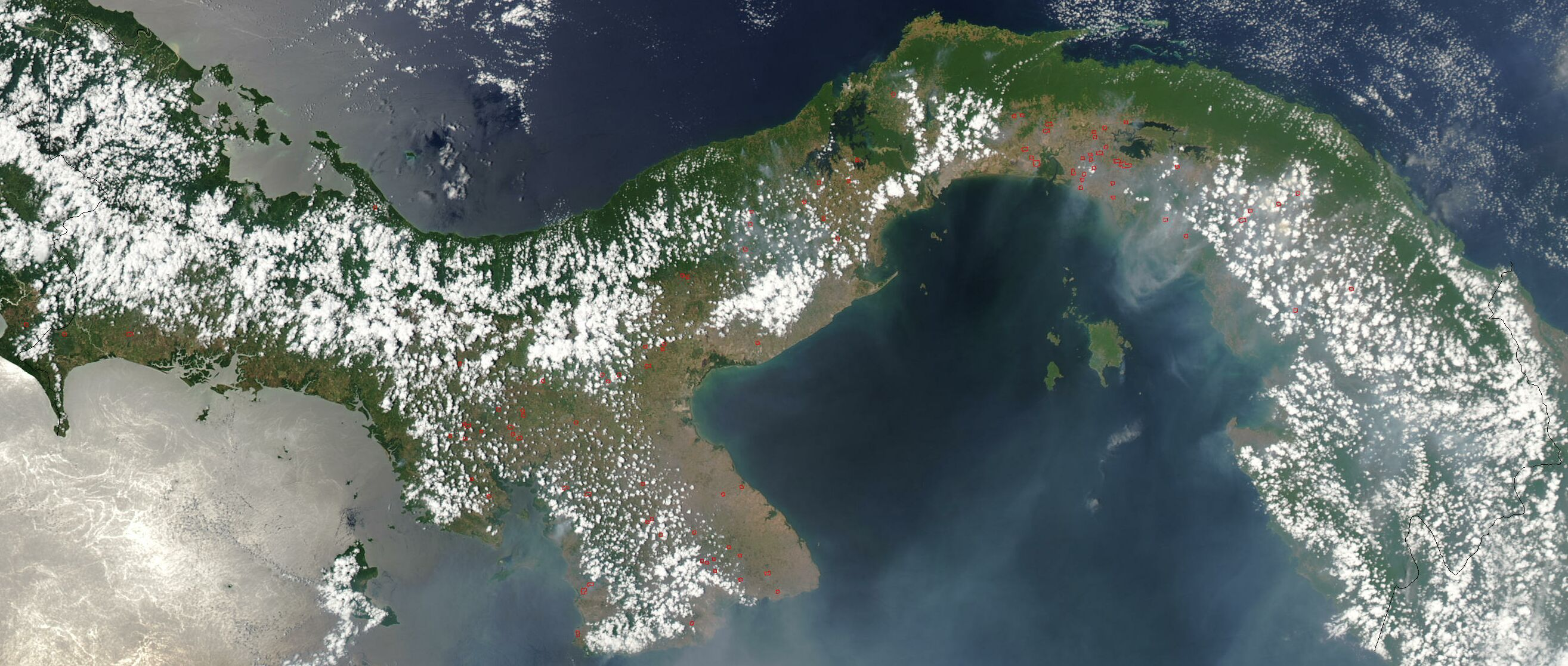
Image satellite du Panama.

Le Panama est un pays d’Amérique centrale, entouré par la mer des Caraïbes, l’océan Pacifique, la Colombie et le Costa Rica.
Le Panama est traversé, du Nord au Sud, par le canal de Panama. Ce pays a une superficie d'environ 75 420 km2, ce qui est comparable à un peu moins du dixième de la superficie du Chili.
Le Panama, par sa situation dans l’isthme reliant l’Amérique du Nord et l’Amérique du Sud, occupe une situation stratégique.

### Axes de communication et transports

#### Canal de Panama
Ce canal interocéanique long de 79,6 km qui traverse le pays, du Nord au Sud, permet d'aller par bateau de l'océan Atlantique via la mer des Caraïbes à l'océan Pacifique et inversement, sans contourner l'Amérique du Sud par la Terre de Feu au sud du Chili. Il offre un gain de temps considérable pour les transporteurs maritimes, le trajet durant de huit à dix heures.
Ce canal est composé de trois jeux d'écluses :
- les écluses de Miraflores qui comportent deux chambres inversées ;
- les écluses de Pedro Miguel qui se composent d'une seule chambre ;
- les écluses du lac Gatún qui comportent trois chambres dénivelées.

La construction du canal a débuté en 1881. Le projet est alors une initiative française après le succès du canal de Suez. En 1888, les travaux s'arrêtent en raison des problèmes financiers de la Compagnie universelle qui exploite le canal. Ce n'est qu'en 1914, après reprise des travaux en 1904, que le canal peut ouvrir. Le premier navire à passer le canal est alors le SS Ancon.
Les États-Unis exploitèrent ensuite les droits du canal, sur une zone large de dix miles de chaque côté du tracé du canal, avec le traité de Panama, et ce, malgré l'indépendance du Panama signée avec la Colombie en 1903. En effet les travaux avaient repris grâce à la pression américaine qui avait aussi contribué à la révolte du Panama envers cette même Colombie.
En 1978, le Panama a repris le contrôle de la concession grâce aux multiples interventions du général au pouvoir, Omar Torrijos.

#### Chemin de fer
La seule voie de chemin de fer existante au Panama est la ligne de la Compagnie des chemins de fer du canal de Panama qui longe le canal du port de Balboa au port de Colon.

#### Réseau routier
La Transaméricaine qui traverse le pays sur toute sa longueur est la colonne vertébrale routière du pays sur laquelle viennent se greffer les routes secondaires allant soit vers le Nord, soit vers le Sud. Goudronnée sur toute sa longueur, elle est cependant à certains endroits en mauvais état. De gros travaux sont en cours pour créer une 2×2 voies sur toute la longueur.
- La route de Panama City à Santiago est en bon état, ensuite, de gros travaux sont en cours.
- Il n'est pas possible de rejoindre la Colombie par la route.

Le réseau routier secondaire est dans un piteux état ou non goudronné.

### Frontières terrestres
Les frontières terrestres  sont d'une longueur totale de 555 km
- 330 km avec le Costa Rica
- 225 km avec la Colombie
  - Le traité Victoria-Vélez délimite la frontière terrestre entre la Colombie et le Panama.

### Frontières maritimes
Le Panama est baigné par la mer des Caraïbes au Nord et l'océan Pacifique au Sud. La longueur des côtes du Panama est de 2 490 km.
- Le traité Liévano-Boyd délimite la frontière maritime entre la Colombie et le Panama.

## Économie
Le Panama possède l'économie la plus développée d'Amérique latine. Le pays doit principalement son essor économique au Canal de Panama. La ville de Panama, capitale du pays, est l'un des centres financiers les plus importants d'Amérique latine.
D'autre part, la taxation y étant faible, le Panama est considéré comme un paradis fiscal. Le PIB par habitant, de 13 000 dollars (estimation 2010), est également le plus élevé de la région. Le pourcentage du PIB consacré à l'investissement était de 26,8 % du PIB en 2010. Celui consacré à l'éducation était de 3,8 %en 2008 et le pourcentage du PIB consacré à la défense était de 1 % en 2008. En 2005, le chômage touche 35 % de la population active et 40 % des habitants vivent au-dessous du seuil de pauvreté, dont la moitié dans l’extrême pauvreté.
Issu des « Chicago Boys », Nicolás Ardito Barletta, président de la République entre 1984 et 1985, se souvient : « Je pensais que nous devions renforcer le secteur bancaire. À cette époque, il y avait une énorme quantité de dollars en circulation. C'est pourquoi nous avons adopté une législation permettant à la fois le développement du secteur offshore et des banques nationales. Depuis lors, nous sommes l'économie la plus financiarisée d'Amérique latine. Avant d'adopter notre législation, il n'y avait que douze banques étrangères au Panama. En dix ans, nous avons atteint 125 et sommes passés de 800 millions à 47 000 millions de dépôts bancaires. Actuellement, 25 000 emplois dépendent du secteur bancaire dans la capitale. » Le Panama fait partie des pavillons de complaisance. Environ un quart de la flotte mondiale y serait enregistrée en 2015. Le pays n’a pas de monnaie propre.
Les services occupent une grande place dans l’économie du Panama. Les principales activités sont les services financiers, le commerce et le tourisme. Ce pays contient des ressources naturelles limitées telles que le cuivre et l’or. Chaque année, il y a 1 million de tonnes de bananes produites au Panama. En 2008, 29,96 % des terres du Panama constituent des terres arables agricoles. Puis, 7,36 % des terres panaméennes sont des terres arables. Tandis que le secteur secondaire du Panama est caractérisé par l’industrie. Les industries les plus prospères sont celles où l’on retrouve les matériaux de construction ; tel que le ciment et la fabrication de meubles, ainsi que la préparation des aliments, de produits laitiers, le raffinage du sucre, la fabrication de vêtements, les produits pétroliers, les produits chimiques, les papiers et tout autre produit de papier puis l’impression. La restitution de la zone du canal, contrôlée par les États-Unis jusqu’en 1999, a encouragé le lancement de nouveaux projets. Le Panama est l’un des rares pays au monde où des investisseurs étrangers peuvent devenir propriétaires fonciers sans aucune restriction.
Le 22 octobre 2006, les Panaméens ont décidé par référendum d'élargir le canal afin de rester compétitifs dans le trafic de marchandises. D’après l’ACP (organisme qui gère le canal) les retombées économiques générées seront énormes. Cet agrandissement à un jeu de trois écluses s’imposait car le trafic de conteneurs est en constante augmentation, de plus les deux canaux ne pouvaient plus absorber le flux incessant de navires. Cet élargissement va permettre aux bateaux à fort tirant d’eau et à grand tonnage de ne plus faire de détour et donc de gagner du temps, cet élargissement permettra un gain de temps énorme, ce qui permettra d’engranger plus de profit. Du côté panaméen, cela va engendrer la création de près de quarante mille emplois directs et indirects et permettre à la population de ce pays, dont 40 % vit sous le seuil de pauvreté, de profiter de la manne économique. Cela peut aussi influer sur la région où les investisseurs pourront trouver des conditions avantageuses à leur installation, de trouver des taux d’impositions faibles et pourquoi pas profiter d’une zone franche comme on en trouve à la frontière sud des États-Unis. De plus, un troisième élargissement est déjà prévu pour faire face à la hausse du trafic et pour rester compétitif. Depuis 2004, afin d'assurer la sécurité des investissements étrangers, le gouvernement ne peut pas modifier les lois en vigueur pour une période de 10 ans.
La monnaie est le balboa. Seules les pièces circulent, la monnaie papier est le dollar des États-Unis. En 2011, la part des principaux secteurs d'activités dans le PIB est de :
- secteur agricole : 4,3 % du PIB ;
- secteur industriel : 16,6 % du PIB ;
- secteur des services : 79,1 % du PIB.

Les principales productions du Panama sont (agriculture) : bananes, riz, maïs, café, sucre de canne, légumes ; animaux de ferme ; crevettes. Les principaux partenaires du Panama pour ce qui est des exportations sont : États-Unis 45,9 %, Suède 8,1 %, Benelux 5,3 %, Costa Rica 5,1 %.
Une filiale de la multinationale First Quantum Minerals entreprend à partir de février 2019 l'exploitation d'une mine de cuivre au Panama, malgré l'annulation en justice de la concession pour raisons environnementales. La Cour suprême panaméenne avait en effet déclaré anticonstitutionnel le projet minier, invoquant les dégâts pour les sols, la végétation, l'air et l'eau, et estimant que l'exploitation léserait l’État et les ressources naturelles du pays. Le gouvernement a cependant donné son accord au projet. Selon les estimations de l'entreprise, l'exploitation doit permettre d'exporter quelque 320 000 tonnes de cuivre par an, pour une valeur de 2 milliards de dollars. En 2023, un projet d'extension de 13 000 hectares conduit à des blocages dans tout le pays pendant cinq semaines, avant que la Cour suprême ne le déclare inconstitutionnel. Le gouvernement promet ensuite la fermeture de la mine, mais la compagnie exploitante annonce des recours judiciaires.
En 2024, Panama est classé en 82e position pour l'indice mondial de l'innovation.
Le pays est également un important paradis fiscal qui refuse de lever son secret bancaire. Le Panama est le dixième pays le plus inégalitaire au monde en 2016.

## Démographie

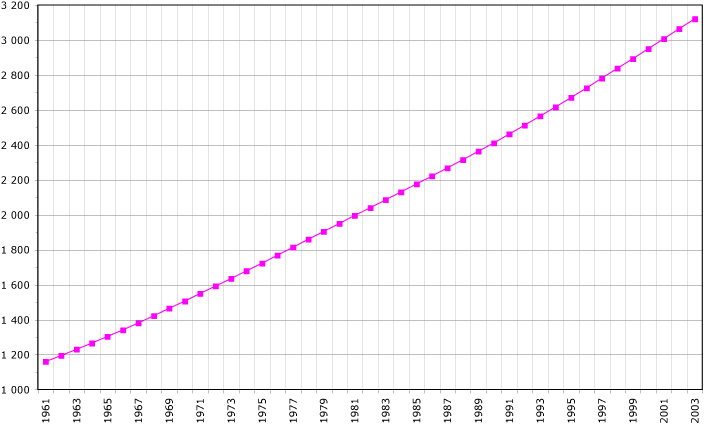
Évolution de la démographie entre 1961 et 2003 (chiffre de la FAO, 2005). Population en milliers d’habitants.

Le pays compte 4,4 millions d'habitants en 2023 dont environ 1,5 million habitent la capitale même.
En 2015, le taux de croissance annuelle était de 1,32 %, (1,46 % en 2010), le taux de natalité était de 18,32 pour 1 000 habitants (19,17 en 2010) et le taux de mortalité était de 4,81 décès pour 1 000 habitants (4,62 en 2010).
La population du Panama est originaire principalement des colonisateurs espagnols, d'esclaves provenant d'Afrique subsaharienne et de peuples indigènes, ces derniers sont le résultat d'un métissage. La population du Panama est très métissée : 72 % de la population panaméenne est métis. Les Noirs représentent 9 % de la population. 13 % de la population sont amérindiens et 6 % de la population sont Blancs, les principales tribus indigènes au Panama sont les Guaymí (Ngäbe), les Kuna, les Emberá et d'autres tribus minoritaires.

## Religions
| Religion           | Pourcentage |
| ------------------ | ----------- |
| Catholicisme       | 70 %        |
| Protestantisme     | 19 %        |
| Sans religion      | 7 %         |
| Autres confessions | 4 %         |

En ce qui concerne la religion, la liberté de culte existe au Panama. La plupart des Panaméens sont catholiques. Toutefois, en raison de la diversité de population du pays, il y a de nombreuses églises, temples, synagogues et mosquées.
En 2019, les Journées mondiales de la jeunesse se sont tenues dans ce pays.

## Culture
L’espagnol est l'unique langue officielle du pays, legs de la colonisation espagnole, mais une partie importante de la population maîtrise également l’anglais, du fait des liens très étroits, tant politiques qu'économiques, entretenus avec les États-Unis.
Les Espagnols ont converti les indigènes et les esclaves africains et leurs descendants au catholicisme, aujourd’hui encore très présent.
Cependant des restes de religion indigène ou africaine existent toujours.
Le Panama compte de nombreuses danses d’origine africaine.
Les Panaméens font une semaine de carnaval qui se termine la veille du mercredi des Cendres premier jour de carême.
Chaque année, le 4 novembre, les Panaméens fêtent leur drapeau (Dia de la bandera), symbole de leur séparation d'avec la Colombie. Ce jour-là, on peut observer des défilés dans les grandes villes du pays, constitués de multiples Bandas (groupes) de tipico (musique traditionnelle du Panama), ainsi que de troupes de danse traditionnelle panaméenne vêtues de la pollera.
En 2024, le Panama est présent pour la première fois à la Biennale de Venise, exposition internationale d'art contemporain. Il est représenté par l'artiste panaméenne Isabel de Obaldía.